# Bocage bourbonnais
Cet article possède un paronyme, voir Bocage (homonymie).
Le Bocage bourbonnais est une région naturelle de France située au nord du Massif central, à l'ouest du département de l'Allier. Le pays doit son nom à l'ancienne province française du Bourbonnais.

## Situation
Le Bocage bourbonnais couvre la partie ouest du département de l'Allier, de la vallée de l'Allier à la vallée du Cher, autour des villes de Cosne-d'Allier et de Bourbon-l'Archambault. La ville de Montluçon est située à cheval entre le bocage et les Combrailles.
Le pays est entouré par les régions naturelles suivantes :
- Au sud par la Limagne bourbonnaise ;
- À l'ouest par la Châtaigneraie bourbonnaise, les Combrailles et le Boischaut Sud ;
- Au nord par  le Val de Germigny et le Nivernais ;
- À l'est par la Sologne bourbonnaise.

## Topographie
Cette région offre des paysages traditionnels de bocage. Les petits espaces agricoles sont séparés par des haies qui y sont appelées des bouchures. Les habitations sont dispersées en lieux-dits, en petits villages ou en hameaux. On y pratique notamment l'élevage bovin du charolais pour la viande.

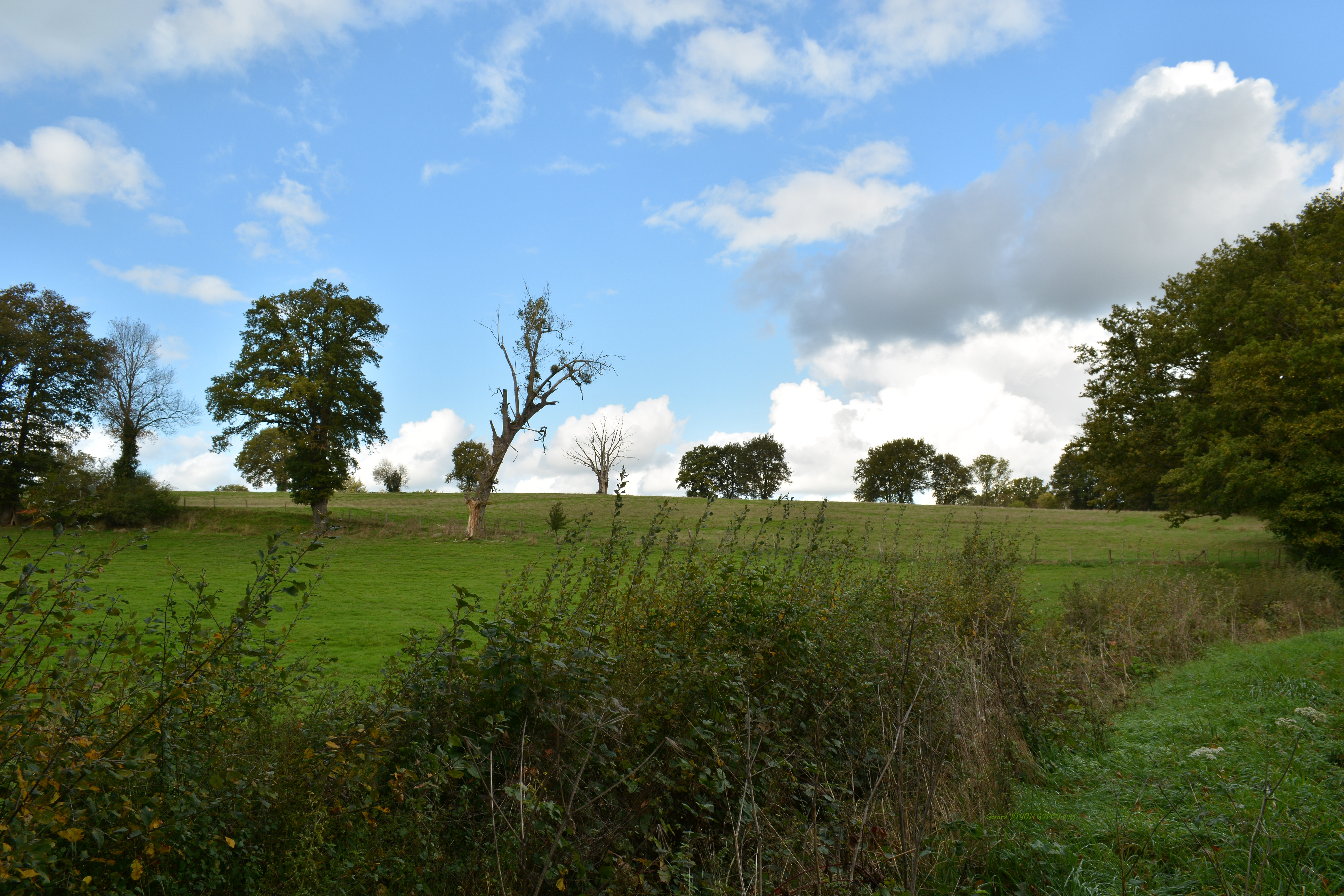
Le bocage, près de Gipcy.
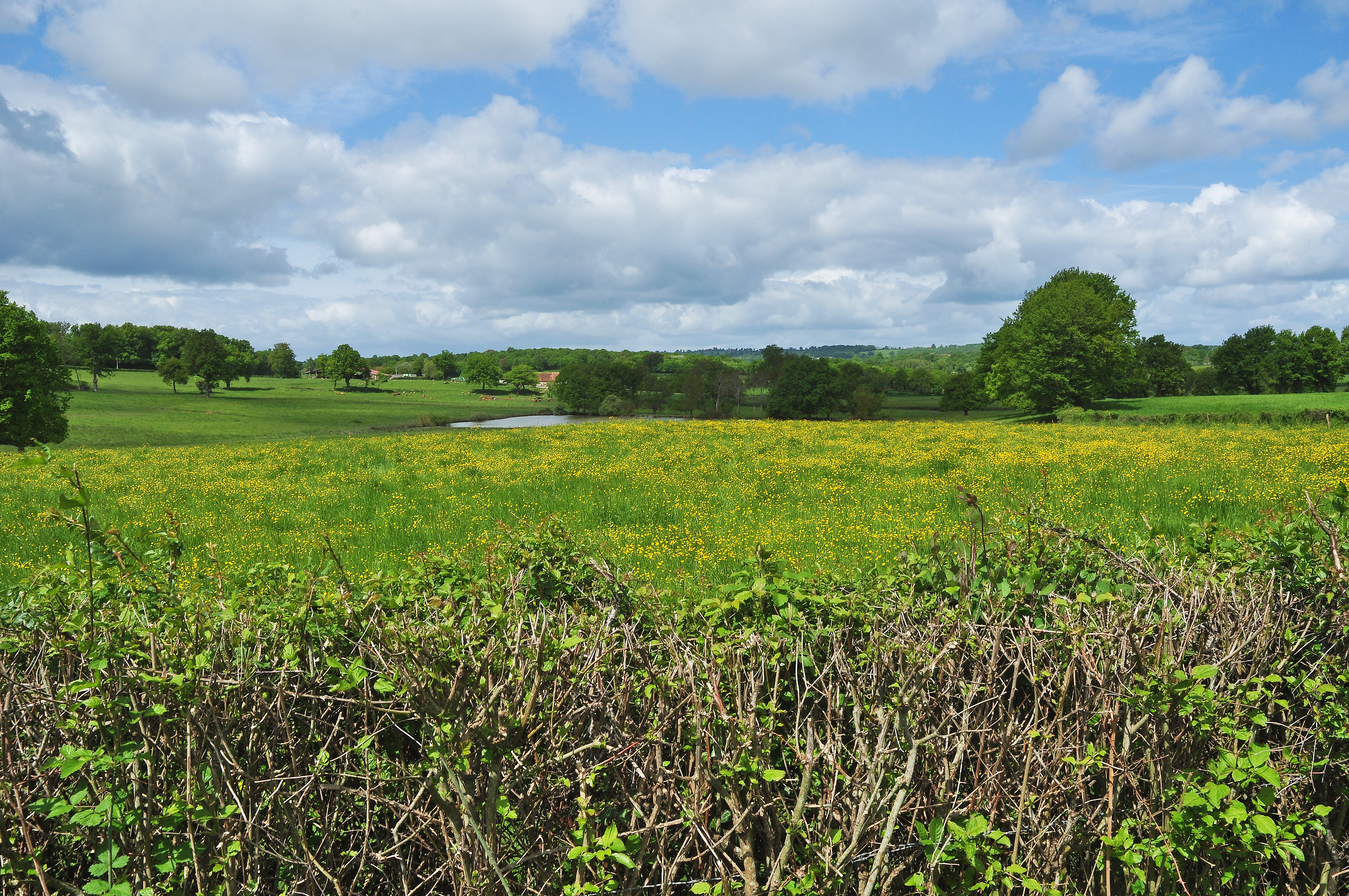
Le bocage, près de Couzon.
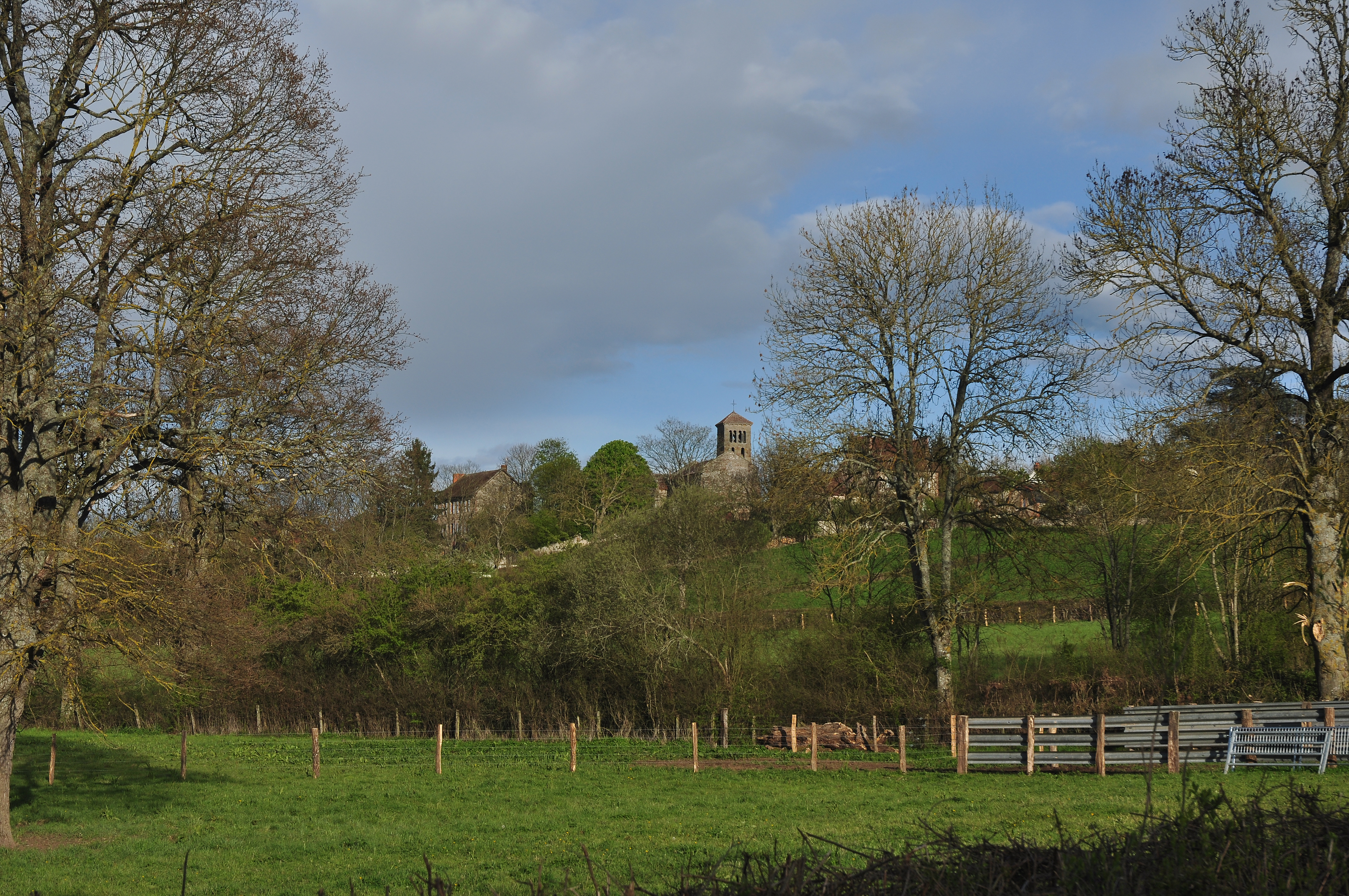
Paysage bourbonnais, près d'Agonges.
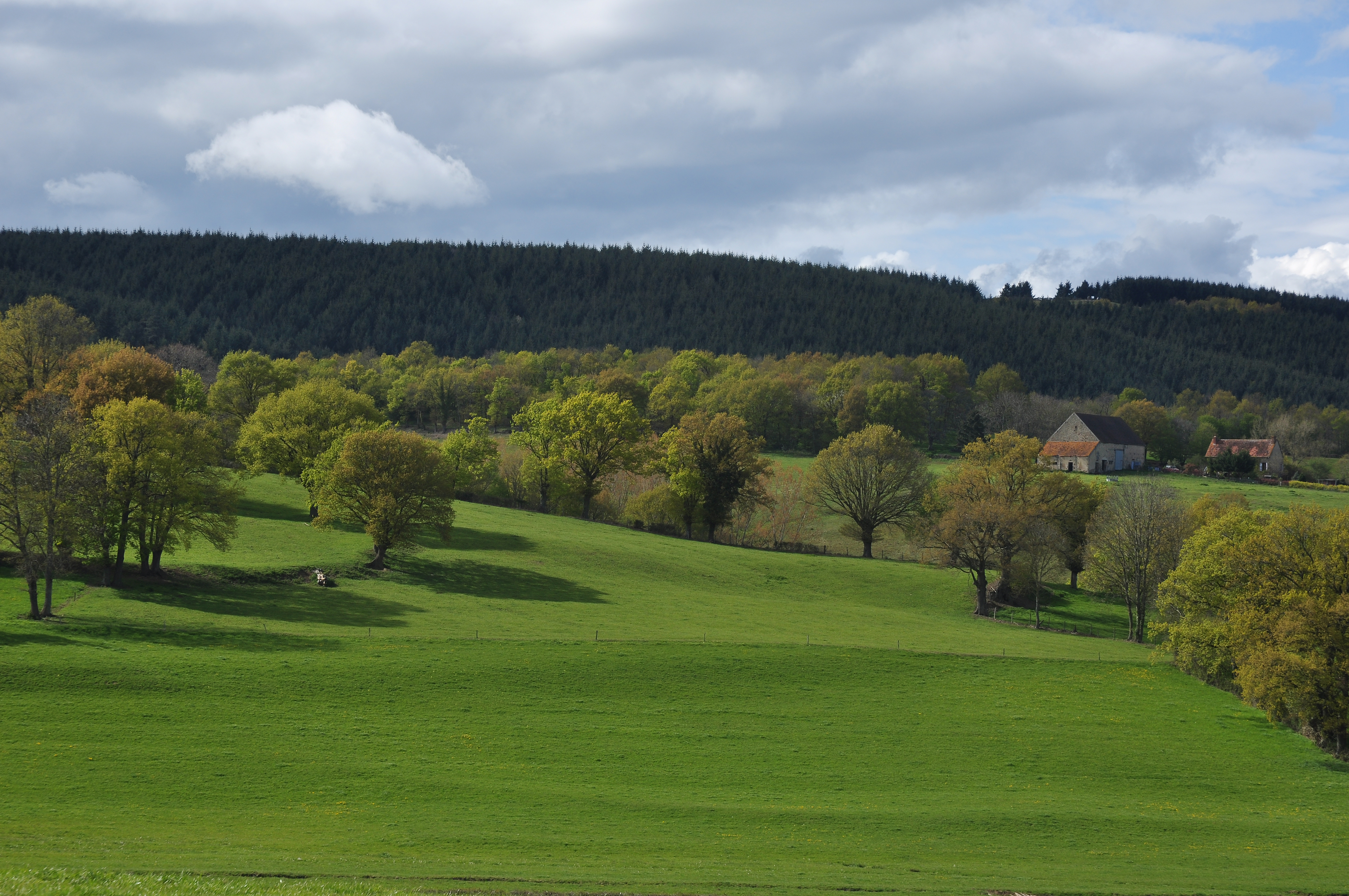
Vallée à l'est de Noyant-d'Allier.